# Tom Fassaert

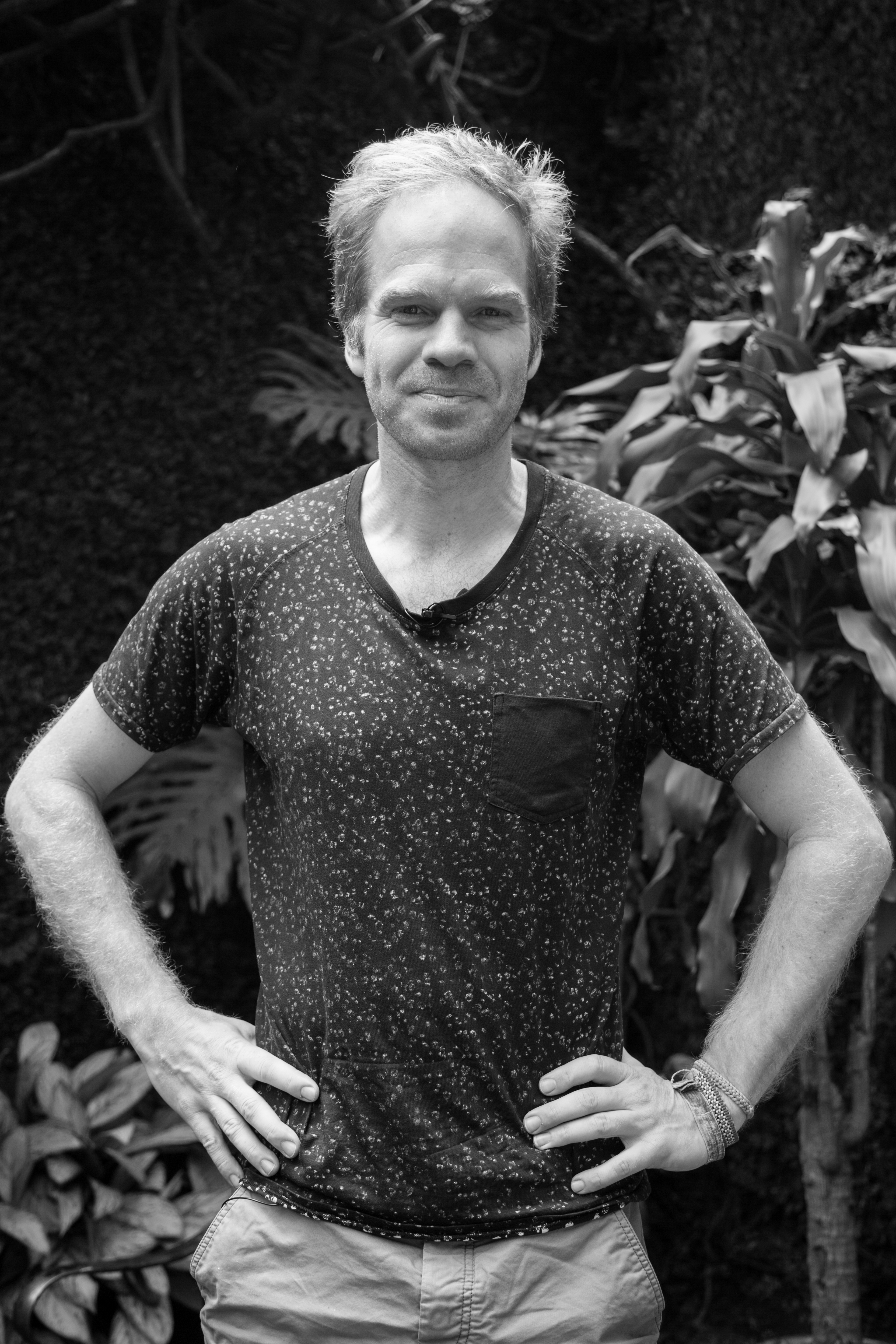
Tom Fassaert in Mexico in 2016.

Tom Fassaert (Naarden, 1979) is een Nederlandse regisseur en fotograaf. Voor zijn documentaire De engel van Doel ontving hij in 2011 een eervolle vermelding van de oecumenische jury op het Filmfestival van Berlijn. Daarnaast werd de film genomineerd voor een Gouden Kalf voor Beste Lange Documentaire en een Gouden Kalf voor Beste Montage op het Nederlands Filmfestival van 2011. Het was zijn tweede documentaire over het dorp Doel dat plaats moet maken voor de uitbreiding van de haven van Antwerpen. Zijn eerste documentaire over Doel maakte hij als afstudeerproject op de Nederlandse Film en Televisie Academie getiteld Doel leeft. Voor die afstudeerdocu werd hij genomineerd voor de Tuschinski Film Award en kreeg hij een eervolle vermelding op het DOK Leipzig Festival.
A Family Affair, waar Fassaert ruim vijf jaar aan heeft gewerkt, is zijn tweede lange documentaire. A Family Affair was de openingsfilm op het IDFA in 2015 en heeft daarna op meer dan 50 andere nationale en internationale festivals gedraaid. In Nederland trok A Family Affair meer dan 25.000 bioscoopbezoekers, waarmee het de Kristallen Film-status bereikte. Ook is de film in Amerikaanse bioscopen uitgebracht. Tot nu toe heeft A Family Affair dertien awards gewonnen in het binnen- en buitenland, waaronder in 2016 het Gouden Kalf voor de Beste Lange Documentaire.
Tom Fassaert is de broer van Janna Fassaert.

## Filmografie
- A Family Affair (2014)
- De engel van Doel (2011)
- Straatklinkers
- In het wild
- L'Homme et la forêt
- Zonen van de zon
- Hotel de Pekin
- Doel leeft (2006)
- Cockerill est a nous